# Panagia Kera (Kritsa)

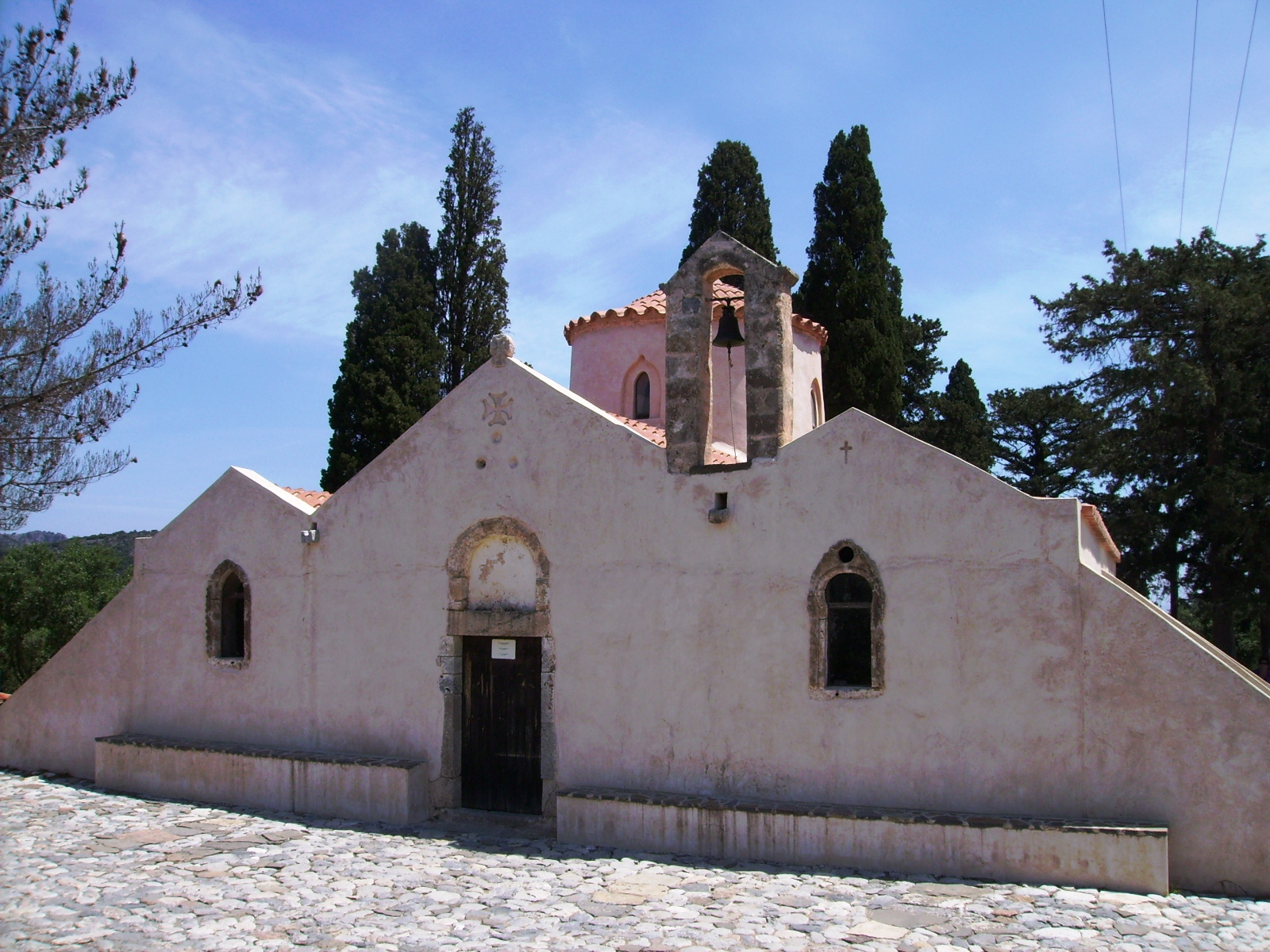
Byzantinische Kirche Panagia Kera in 2009

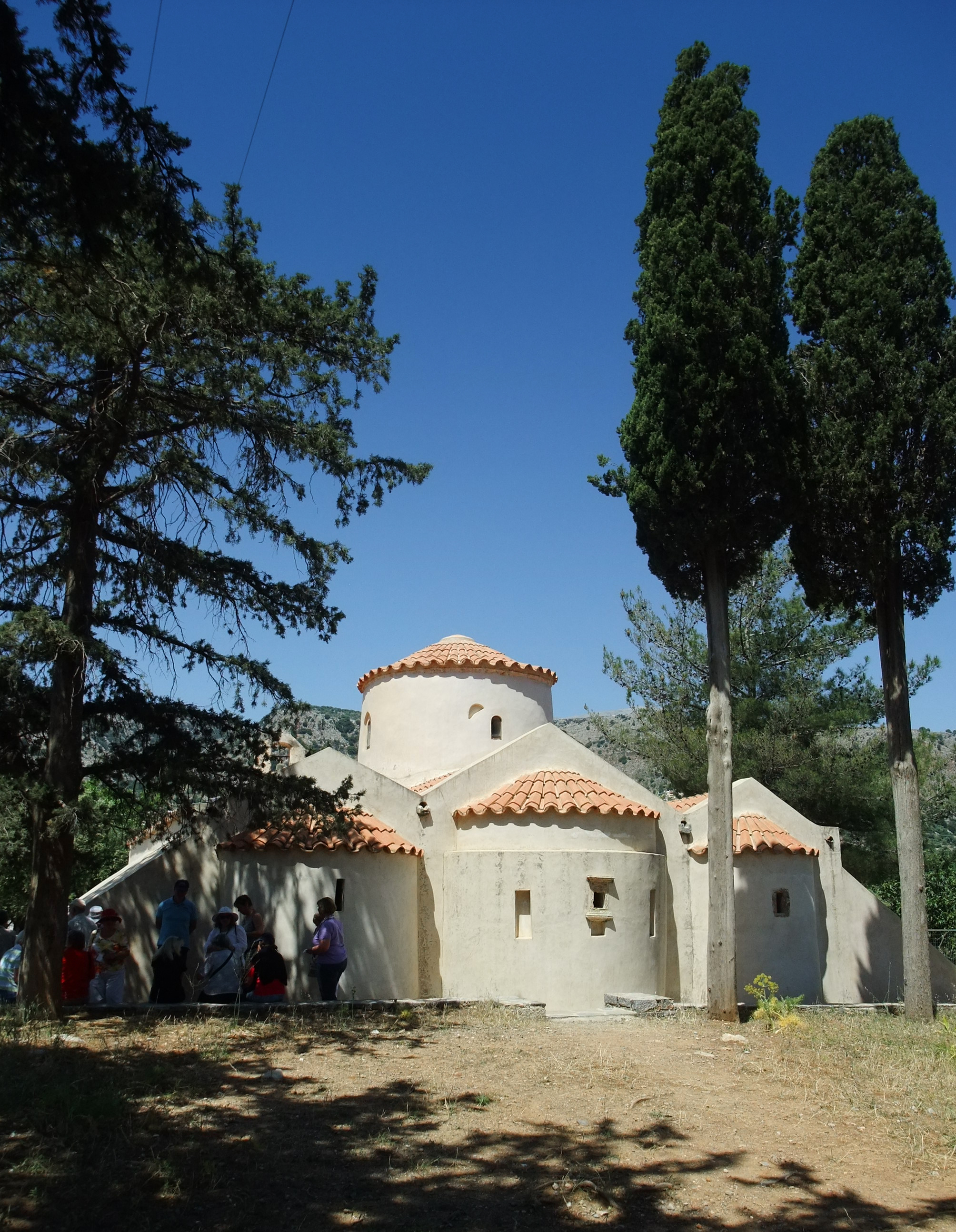
Rückseite der renovierten Kirche in 2012

Die griechisch-orthodoxe Kirche Panagía Kerá (griechisch Παναγία Κερά, dt. „Allheilige Herrin“) liegt bei Kritsa auf Kreta (Griechenland) unweit der Lasithi-Hochebene. Diese Kirche wird manchmal auch Panagía i Kerá oder Panhagia Kera genannt und ist dem Heimgang Mariä geweiht. Die Kirche stammt aus dem 13. Jahrhundert und beherbergt gut erhaltene und restaurierte byzantinische Fresken. Es handelt sich um eine dreischiffige Kuppelkirche. Die beiden gewölbebedeckten Seitenschiffe stellen spätere Anbauten an die ursprüngliche Kirche dar. Es gibt noch weitere Kirchen, die diesen Namen tragen.

## Architektur
Die griechisch-orthodoxe Kirche liegt kurz vor Kritsa und ist von Olivenbäumen und Zypressen umgeben. Es handelt sich um einen dreischiffigen Kuppelbau. Die begehbare Fläche beträgt etwa 100 m². 
Das Mittelschiff ist der älteste Teil der Kirche, seine Wandmalereien stammen aus dem beginnenden 13. Jahrhundert. Die Kuppel des Mittelschiffs wird von vier Rippenbögen gegliedert und gestützt.
Das Südschiff wurde in der ersten Hälfte des 14. Jahrhunderts angebaut, das Nordschiff wohl später, die genaue Datierung ist unklar. Beide Seitenschiffe sind mit einem Gewölbe bedeckt. Die Stützmauern der Außenschiffe sind auf beiden Seiten bis auf den Boden heruntergezogen, was der Kirche ihre eigentümliche Erscheinung verleiht. Dadurch soll das statisch nicht ganz gelungene Gewölbe vor dem Auseinanderbrechen bewahrt werden. Es ist davon auszugehen, dass die drei Kirchenschiffe von verschiedenen Stifterfamilien stammen.

## Innengestaltung

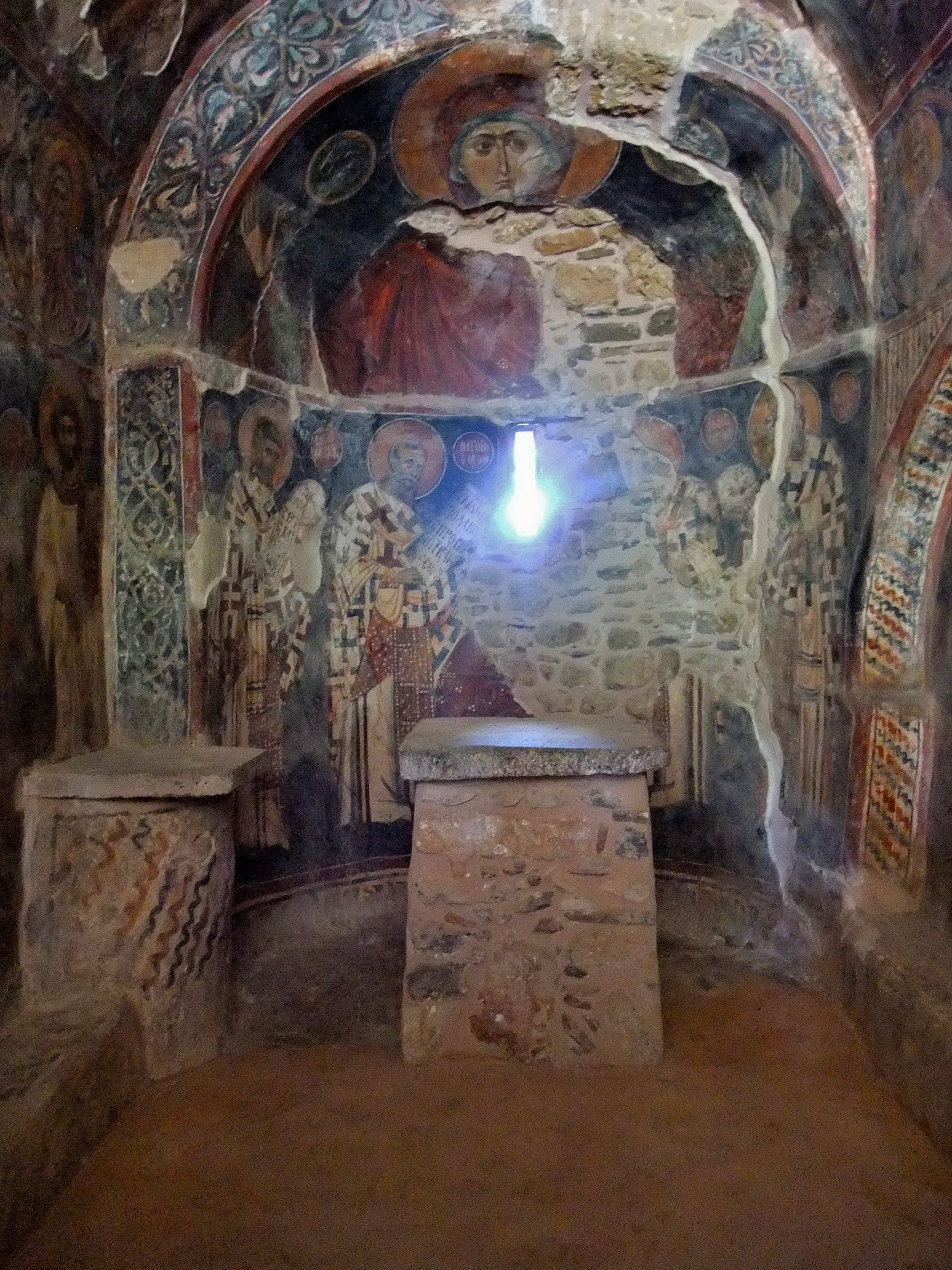
Südschiff

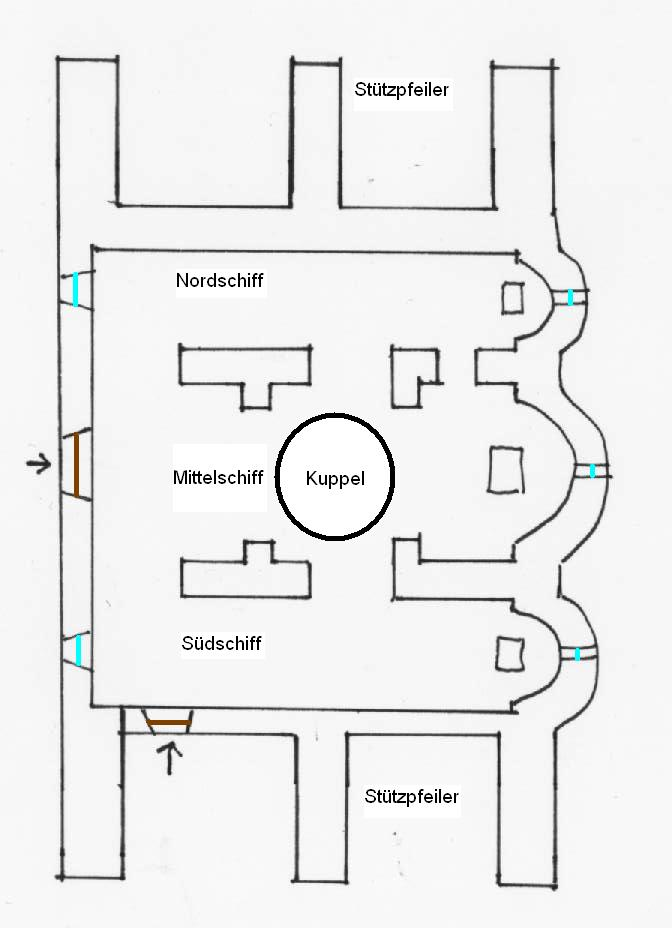
Grundriss der Panagia Kera

Der Innenraum ist mit zahlreichen byzantinischen Fresken bemalt. Alle Stile der kretischen Kirchenmalkunst sind hier vertreten, von vorgegebenen Formen, starren Schemen, bis zu gefühlvollen Persönlichkeitsdarstellungen mit Mimik und Ausdruck.

### Mittelschiff
Die ältesten Fresken findet man im Mittelschiff, welches der „Allheiligen Herrin“ Maria geweiht ist. Hier sind die Farben sehr dunkel und die Formen noch stereotyp. Das Gewölbe des Altarraums zeigt Christi Himmelfahrt, an der westlichen Seite sieht man die Könige David und Salomo. Die Motive des Mittelschiffs reichen durch das gesamte Kirchenjahr (Geburt Jesu, Taufe im Jordan, Versuchung Christi, Einzug auf einem Eselfohlen vor dem Tor von Jerusalem, Abendmahl, eine zerstörte Kreuzigung und viele mehr). Neben Erzengeln, Propheten und Evangelisten werden im Mittelschiff auch der Kindermord in Betlehem und die Erweckung des Lazarus dargestellt. Außerdem sind die Heiligen Georg und Franz von Assisi zu sehen, dessen seltene Darstellung in einer orthodoxen Kirche mit Tonsur und in brauner Kutte sich dem Einfluss der Venezianer auf Kreta verdankt.

### Nordschiff
Das Nordschiff ist dem Hl. Antonius gewidmet. Hier sind die Fresken zum Teil stark zerstört. Man sieht in der Apsis den Pantokrator, außerdem zeigen die Wandmalereien des Nordschiffs das Jüngste Gericht und an den Seiten des Ostteils des Gewölbes die zwölf Apostel. Der Stifter der Kirche, Georgios Mazizanis, ist mit seiner Frau und seinem Kind dargestellt. Die Weihinschrift erwähnt ihn jedoch nicht.

### Südschiff
Das südliche Seitenschiff der Panagia Kera ist der Hl. Anna gewidmet. Die Gesichter der Fresken sind ausdrucksvoll und wirken frisch. Zu sehen sind Szenen aus dem Leben Marias und die Verkündigung der Empfängnis Annas. An den Seitenwänden werden ganzfigurige Heilige frontal dargestellt, darüber auch eine Reihe von Brustbildern. Auf der Südwand ist der heilige Theodoros zu sehen, er reitet als Heerführer auf einem stämmigen Pferd, das seinen Kopf wendet.